# Hygropoda taeniata
Hygropoda taeniata là một loài nhện trong họ Pisauridae.
Loài này thuộc chi Hygropoda. Hygropoda taeniata được Jia-Fu Wang miêu tả năm 1993.